# Ernst van de Wetering
Ernst van de Wetering (* 9. März 1938 in Hengelo; † 11. August 2021 in Amsterdam) war ein niederländischer Kunsthistoriker und Hochschullehrer. Er war seit 1968, zunächst als Assistent, seit 1970 als Mitglied und seit 1993 als dessen Leiter, Mitarbeiter des Rembrandt Research Project und gilt als einer der herausragenden Rembrandt-Forscher der Wende vom 20. zum 21. Jahrhundert.

## Leben
Ernst van de Wetering studierte zunächst Kunst an der Koninklijke Academie van Beeldende Kunsten in Den Haag, einer seiner Dozenten war Co Westerik. Von 1961 bis 1964 arbeitete er in Teilzeit als Zeichenlehrer. 1963 begann er ein Studium der Kunstgeschichte an der Universiteit van Amsterdam, das er 1973 abschloss. Er erhielt seinen Doktorgrad in 1986.
Von 1964 bis 1968 arbeitete van de Wetering als wissenschaftlicher Zeichner von mikroskopischen Präparaten am Zoölogisch Museum Amsterdam. Er war von 1969 bis 1987 als Kunsthistoriker am Centraal Laboratorium voor Voorwerpen van Kunst en Wetenschap in Amsterdam beschäftigt, dem heutigen Rijksdienst voor het Cultureel Erfgoed. Von 1987 bis zu seiner Emeritierung am 1. April 1999 war er Professor für Kunstgeschichte an der Universiteit van Amsterdam.
1968 wurde er zunächst Assistent des von Josua Bruyn geleiteten Rembrandt Research Project. 1970 wurde er Mitglied des Projekts. Dabei mochte er der während der ersten Jahre angestrebten strikten Unterscheidung zwischen „echten“, „zweifelhaften“ und „falschen“ Gemälden nicht folgen, konnte sich aber nicht durchsetzen. 1993 übernahm er in der Nachfolge von Josua Bruyn den Vorsitz des RRP. Van de Wetering ist dafür verantwortlich, dass nach den Abschreibungen aus den ersten Jahren des Rembrandt Research Project eine Vielzahl von Werken erneut untersucht und im vierten bis sechsten Band des Corpus of Rembrandt Paintings wieder Rembrandt zugeschrieben werden konnten.
Van de Wetering gelangen zahlreiche Entdeckungen in Bezug auf Rembrandts Werk und er gilt als einer der herausragenden Rembrandt-Forscher des 20. und 21. Jahrhunderts. Seine übrigen Forschungen und Veröffentlichungen behandeln historische Maltechniken und die theoretischen und ethischen Grundlagen der Erhaltung und Restaurierung von Kunstwerken.
Van de Wetering widersprach immer wieder der Auffassung, das Licht sei ein bedeutender Faktor in der niederländischen Malerei des 17. Jahrhunderts. In seinen Augen gab es so viele Arten von Licht wie es Möglichkeiten des Malens gab. Die Wirkung resultiere nicht aus dem Licht, sondern aus den Methoden und dem Stil der Maler. Er verfasste mehrere wissenschaftliche Publikationen, in denen er die Behauptung widerlegte, Claude Monet habe ausschließlich in natürlichem Licht gemalt.
Seit seinem Studium an der Koninklijke Academie van Beeldende Kunsten war van de Wetering als Porträt- und Landschaftsmaler tätig. Dies wurde als ein Grund dafür genannt, dass er trotz seines nachdrücklichen Befürwortens der Untersuchung von Gemälden mit wissenschaftlichen Methoden als ein Connaisseur in der Nachfolge von Kunsthistorikern früherer Generationen galt.

## Auszeichnungen
Ernst van de Wetering war Slade Professor of Fine Art an der University of Oxford für das Jahr 2002. 2003 wurde van de Wetering von der niederländischen Königin Beatrix zum Ritter geschlagen, wegen seiner Verdienste um die Bewahrung und Restaurierung kulturellen Erbes der Niederlande.

## Veröffentlichungen (Auswahl)
- Hans von Marées (1837–1887). Studienabschlussarbeit. Universiteit van Amsterdam, 1973.
- mit C. M. Groen und J. A. Mosk: Beknopt verslag van de resultaten van het technisch onderzoek van Rembrandts Nachtwacht / Summary Report on the Results of the Technical Examination of Rembrandt's Night Watch. In: Bulletin van het Rijksmuseum. Band 24, Nr. 1/2, 1976, S. 69–98, JSTOR:40381759.
- De jonge Rembrandt aan het werk. In: Oud Holland – Journal for Art of the Low Countries. Band 91, Nr. 1–2, 1977, S. 27–60, doi:10.1163/187501777X00070.
- Studies in the workshop practice of the early Rembrandt. Dissertation. Universiteit van Amsterdam, 1986.
- mit Anna van Grevenstein und Karin Groen: Esther voor Haman, toegeschreven aan Rembrandt. In: Bulletin van het Rijksmuseum. Band 39, 1991, S. 56–83.
- Negenduizendvierhonderdachtentwintig Rembrandts. De criteria van het Rembrandt Research Project. In: NRC Handelsblad. 13. Dezember 1991.
- Rembrandt. The Painter at Work. Amsterdam University Press, 2009, ISBN 978-90-8964-033-8.
- Rembrandt. The Painter Thinking. Amsterdam University Press, 2016, ISBN 978-90-8964-561-6.

### A Corpus of Rembrandt paintings
Ernst van de Wetering wirkte an allen Bänden des ursprünglich auf fünf Bände angelegten Corpus of Rembrandt Paintings als Autor mit. Ab dem vierten Band ist er alleine als Hauptautor genannt, nahm aber im Wesentlichen die Rolle eines Herausgebers wahr.
- Stichting Foundation Rembrandt Research Project (Hrsg.): A Corpus of Rembrandt Paintings. I. 1625–1631. Martinus Nijhoff, Den Haag / Boston / London 1982, ISBN 94-009-7519-8.
  - mit Josua Bruyn: The stylistic development. S. 3–9.
  - Painting materials and painting methods. S. 11–33.
- dies.: A Corpus of Rembrandt Paintings. II. 1631–1634. Martinus Nijhoff, Dordrecht / Boston / Lancaster 1986, ISBN 90-247-3340-5.
  - mit Josua Bruyn: Stylistic features of the 1630s: the portraits. S. 3–13.
  - The canvas support S. 15–43.
  - Problems of apprenticeship and studio collaboration. S. 45–90.
- dies.: A Corpus of Rembrandt Paintings. III. 1635–1642. Martinus Nijhoff, Dordrecht / Boston / London 1989, ISBN 94-010-6852-6.
  - mit Josua Bruyn: Stylistic features of the 1630s: the history paintings. S. 3–11.
- dies.: A Corpus of Rembrandt Paintings. IV. The self-portraits. Springer, Dordrecht 2005, ISBN 1-4020-3280-3.
  - Preface. S. IX–XXII
  - Rembrandt’s self-portraits: problems of authenticity and function. S. 89–317.
- dies.: A Corpus of Rembrandt Paintings. V. The Small-Scale History Paintings. Springer, Dordrecht 2011, ISBN 978-1-4020-4607-0.
  - An illustrated chronological survey of Rembrandt’s small-scale ‘histories’: paintings, etchings and a selection of drawings. With remarks on art-theoretical aspects, function and questions of authenticity. S. 141–258.
  - Rembrandt’s prototypes and pupils’ production of variants. S. 259–282.
  - On quality: comparitive remarks on the functioning of Rembrandt’s pictorial mind. S. 283–310.
  - More than one hand in paintings by Rembrandt. S. 311–321.
- dies.: A Corpus of Rembrandt Paintings. VI. Rembrandt’s Paintings Revisited. A Complete Survey. Springer Science+Business Media, Dordrecht 2015, ISBN 978-94-017-9173-1.
  - What is a Rembrandt? A personal account. S. 1–53.
  - What is a non-Rembrandt? S. 53–60.

## Festschrift
- Marieke van den Doel, Natasja van Eck, Gerbrand Korevaar, Anna Tummers, Thijs Weststeijn (Hrsg.): The Learned Eye. Regarding Art, Theory, and the Artist's Reputation. Essays for Ernst van de Wetering. Amsterdam University Press, Amsterdam 2005, ISBN 90-5356-713-5 (mit Bibliografie bis 2005).